# Füles sün

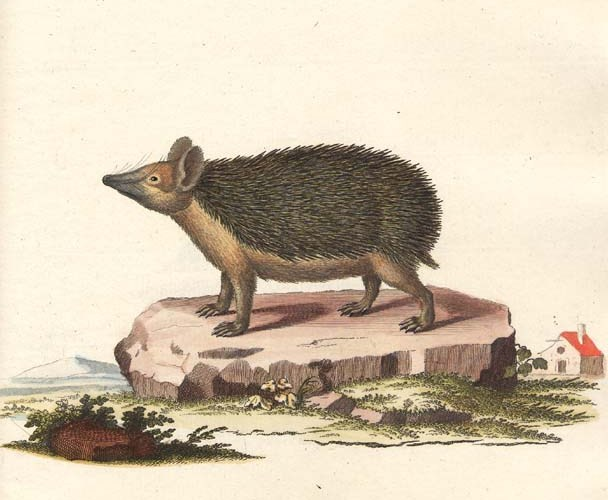

A füles sün (Hemiechinus auritus) az emlősök (Mammalia) osztályának Eulipotyphla rendjébe, ezen belül a sünfélék (Erinaceidae) családjába és a tüskés sünök (Erinaceinae) alcsaládjába tartozó faj.
Nemének a típusfaja.

## Előfordulása
Közép-Ázsiában és a Kaukázusban él.
A nem másik faja, az India és Pakisztán területén megtalálható indiai füles sün (Hemiechinus collaris), melyet korábban a füles sün alfajának tekintettek.

## Alfajai
- Hemiechinus auritus auritus S. G. Gmelin, 1770
- Hemiechinus auritus albulus Stoliczka, 1872
- Hemiechinus auritus aegyptius E. Geoffroy, 1803
- Hemiechinus auritus libycus Ehrenberg, 1833
- Hemiechinus auritus megalotis Blyth, 1845

## Megjelenése
Éles, hegyes karmai, és akár 16 000 darab szúrós tüskéje szinte elpusztíthatatlanná teszi. Sárgásbarna nem túl vastag szőrzete védi a tél vagy a hidegebb éjszakák ellen. Körülbelül 20-30 centiméter hosszú állatról van szó. A füles sün nem véletlenül kapta a nevét, mert ha az állat előre hajtaná füleit, ki sem látna alóluk.

## Életmódja
A sün szürkületkor indul zsákmányszerző útjára, mely során főleg rovarokat, ritkábban kisebb rágcsálókat ejt el. A rovarokat éles karmai segítségével ássa ki a durva talajból. Rendkívül kifinomult hallása és szaglása segíti a sünt a vadászatban. Rá nagyon kevés ragadozó vadászik, például egyes ragadozó madarak, ám nekik is kihívás a sünt elejteni. Ha a sün veszélyt érez, összegömbölyödik és ijesztő hangot kiadva felfújja magát, tüskéit felállítva. Nyáron a sün rengeteg táplálékot eszik, hogy elegendő zsírtartalékot szedjen fel télre, mikor is odvába bújva téli álmot alszik. Ilyenkor életfolyamatai és szívverése lelassul, teste lehűl.

## Mint háziállat
A fogságban élő sün szintén ragadozó, fő tápláléka a gyászbogár. Természetesen házi tartás esetén nem alszik téli álmot, de éjjel aktív. Sok törődést igényel, kezdőknek nem ajánlott. Minden nagyobb állatkereskedésben megtalálható. Nappal alszik, sötétedéskor etethetjük. Kiegészítő táplálékként kaphat macskaeledelt, gilisztát, sáskát, csontkukacot, sonkát vagy akár párizsit is, de fő tápláléka a gyászbogár, melyből hetente akár 15-20 darabot is elfogyaszt.